# Ali Suat Hayri Ürgüplü
Ali Suat Hayri Ürgüplü, né le 13 août 1903 à Damas (alors au sein de l'Empire ottoman) et mort le 27 décembre 1981 à Istanbul en Turquie, est un homme d'État turc. Il exerce notamment les fonctions de Premier ministre en 1965.

## Biographie
Il est le fils de Mustafa Hayri Efendi, homme politique et Cheikh al-Islam de l'Empire ottoman pendant la Première Guerre mondiale. Il fait partie de la famille de Nevşehirli Damat Ibrahim Pacha, grand vizir de l'Ère des tulipes. Il étudie au lycée de Galatasaray et est diplômé de la faculté de droit de l'université d'Istanbul en 1926. Il fait de l'athlétisme au Club sportif de Galatasaray. 
Il travaille dans les tribunaux d'échange de l'état civil Turquie - Grèce. Il est notamment juge au Tribunal de commerce d'Istanbul de 1929 à 1932. Il est élu député de Kayseri en 1939 et en 1943. Il devient ensuite le ministre des Douanes et du Monopole au sein du deuxième cabinet de Şükrü Saraçoğlu.

Pendant son ministère il doit démissionner à cause de rumeurs liées à des irrégularités relatives à l'importation du café : 

« Au sujet des irrégularités relevées sur l'importation du café, une commission a été établie au sein de mon ministère. Pour que cette inspection puisse travailler dans la tranquillité, il me faut quitter le ministère ; faute de quoi je pourrais influencer la commission et nous ne pourrons pas avoir une décision correcte. C'est pour cela, par éthique politique, que je démissionne de mon ministère. »

 À la suite du travail de cette commission, il fut jugé par le Conseil d'État et fut blanchi. 
Il retourne à la Grande assemblée nationale de Turquie en 1950, comme élu de Kayseri pour le Parti démocrate jusqu'en 1952. Durant la même période il est aussi le vice-président du Conseil consultatif de l'Europe (Avrupa İstişari Meclisi). Il devient ambassadeur à Bonn en 1952, à Londres en 1955, à Washington en 1959, puis à Madrid en 1960. En 1961, il est élu sénateur pour Kayseri pour le Parti de la justice. Il y est le premier président du Sénat de la République (Cumhuriyet Senatosu). À la fin de son mandat, il poursuit sa vie politique, et devient Premier ministre de Turquie en 1965, pour un mandat de quelques mois, succédant à İsmet İnönü. De 1966 à 1972 il est sénateur à titre extraordinaire. Il meurt à Istanbul, le 27 décembre 1981 et est enterré dans le cimetière des martyrs d'Edirnekapı.